# Friedrich Bergsträsser
Georg Friedrich Bergsträsser (* 8. Juli 1800 in Hohberg (Oberzent); † 11. Oktober 1847 in Breuberg) war ein hessischer Politiker und ehemaliger liberal-konservativer Abgeordneter der 2. Kammer der Landstände des Großherzogtums Hessen.

## Familie
Friedrich Bergsträsser war der voreheliche Sohn des nassauischen Justiz- und Rentamtmanns Friedrich August Bergsträsser (1778–1811) und seiner ersten Frau Sophie Charlotte Christiane, geborene Stephan.
Friedrich Bergsträsser heiratete am 18. November 1822 in Habitzheim Maria Anna Elisabeth geborene Camesasca (1800–1857), die Schwester des Landtagsabgeordneten Anton Camesasca. Aus der Ehe ging der Sohn Arnold hervor, der ebenfalls Landtagsabgeordneter werden sollte.

## Beruf und Politik
Friedrich Bergsträsser war ab 1822 erbach-schönbergischer Rentkammersekretär in Breuberg und ab 1827 dort Rentamtmann. In der 7. bis 9. Wahlperiode (1835–1842) war Friedrich Bergsträsser Abgeordneter der zweiten Kammer der Landstände des Großherzogtums Hessen. In den Landständen vertrat er den Wahlbezirk Starkenburg 10/Breuberg-Höchst.